# Eva Korpela
Eva Irene Korpela (flicknamn Olsson), född 31 oktober 1958 i Bergum, är en svensk tidigare skidskytt. Korpela vann den totala världscupen i skidskytte 1985/1986 och 1986/1987 och blev den första svenska världsmästarinnan i sin sport när hon vid VM 1986 i Falun vann distansloppet på 10 kilometer. Hon tävlade för Sollefteå SK och tog för den klubben även två SM-guld i längdåkning (stafett).